# Mary Bowes
 (mars 2023).
Si vous disposez d'ouvrages ou d'articles de référence ou si vous connaissez des sites web de qualité traitant du thème abordé ici, merci de compléter l'article en donnant les références utiles à sa vérifiabilité et en les liant à la section « Notes et références ».
Mary Eleanor Bowes, comtesse de Strathmore et Kinghorne (24 février 1749 - 28 avril 1800), connue sous le nom de « la comtesse malheureuse », est une héritière britannique du XVIIIe siècle, connue pour son style de vie licencieux, mariée à John Bowes (9e comte de Strathmore et Kinghorne). Elle et le comte sont des ancêtres de la reine Élisabeth II. 

## Jeunesse
Mary est née à Upper Brook Street, à Mayfair, à Londres. Elle est la fille et l'héritière de Sir George Bowes (en), un riche homme d'affaires et sa deuxième épouse, Mary Gilbert de St Paul's Walden. Elle est nommée Mary Eleanor en hommage à sa propre mère et à la première épouse bien-aimée de son père, Eleanor Verney, décédée en 1724. 
La maison d'enfance de Mary est à Gibside, dans le comté de Durham. Bowes est mort quand Mary a 11 ans et lui laisse une immense fortune (estimée entre 600 000 et 1 040 000 £), qu'il a construite en contrôlant un cartel de propriétaires de mines de charbon. D'un coup, Marie devient l'héritière la plus riche de Grande-Bretagne, peut-être de toute l'Europe. Elle attire l'attention de Campbell Scott, frère cadet du duc de Buccleuch, ainsi que de John Stuart (1er marquis de Bute), le soi-disant Lord Mountstuart, fils aîné de John Stuart (3e comte de Bute), avant de se fiancer à 16 ans avec John Bowes.

## Premier mariage
Mary épouse le 9e comte de Strathmore et Kinghorne à son 18e anniversaire, le 24 février 1767. Comme le testament de son père stipule que son mari devait prendre son nom de famille, le comte demande au Parlement de changer son nom de John Lyon à John Bowes, ce qui est accordé. Cependant, certains des enfants du couple choisissent d'utiliser un nom de famille composé du nom de leurs parents, se nommant Bowes-Lyon. Le comte et la comtesse ont six enfants au cours des six premières années de mariage, à savoir: 
- Maria Jane Bowes-Lyon (21 avril 1768 - 22 avril 1806), épouse le colonel Barrington Price de l'armée britannique en 1789.
- John Lyon-Bowes (14 avril 1769 - 3 juillet 1820), épouse Mary Milner, sa maîtresse de longue date et mère de son fils, la veille de son décès.
- Anna Maria Bowes (3 juin 1770 - 29 mars 1832), épouse Henry Jessop en 1788 ; est revenu peu de temps après pour vivre avec sa mère
- George Bowes (17 novembre 1771 - 3 décembre 1806), marié à Mary Thornhill
- Thomas Lyon-Bowes (3 mai 1773 - 27 août 1846) épouse Mary Elizabeth Louisa Rodney Carpenter, dont la mère est la fille d'un maçon[2].

Grâce à la fortune de la comtesse, le couple vit de manière extravagante. Alors que le comte consacre une grande partie de son temps à restaurer le siège de sa famille, le château de Glamis, la comtesse auto-publie elle-même un drame poétique intitulé Le Siège de Jérusalem en 1769, qui demeure son seul effort littéraire bien qu'elle maintienne des journaux intimes remarquablement francs de sa vie. Elle professe également son intérêt pour la botanique et finance une expédition de l'explorateur William Paterson au Cap en 1777 dans le but de recueillir des plantes pour elle. 
Quelques années après le début du mariage, le comte contracte la tuberculose et sa santé se détériore. Insatisfaite du manque croissant de robustesse et d'inattention présumée de son mari, la comtesse prend des amants pour se divertir. Le 7 mars 1776, Lord Strathmore meurt de sa maladie en mer, alors qu’il se rendait au Portugal.

## Entre les mariages
L'extravagance combinée du couple signifie que la comtesse avait des dettes s'élevant à 145 000 £ à la mort du comte. Alors que la somme est stupéfiante, sa fortune dépassait de loin le chiffre et elle n’avait guère de difficulté à acquitter ses dettes. En tant que veuve, elle a également repris le contrôle de sa fortune, centrée sur les mines et les fermes situées autour de la maison de son enfance, Gibside, dans le comté de Durham. 
Au moment de la mort du comte, la comtesse est enceinte d'un amant, George Grey. Né à Calcutta en 1737, où son père a travaillé comme chirurgien pour la Compagnie britannique des Indes orientales, Grey est un « nabab » écossais qui a construit et gaspillé une petite fortune en travaillant pour la même société. Il est rentré en Angleterre en 1766 après avoir dilapidé à la fois sa propre fortune et un héritage considérable de sa première femme, Hannah Newton. La pièce de Samuel Foote, The Nabob, aurait été inspirée par Gray, qui est également un ami de James Boswell. 
Malgré la grossesse, la comtesse douairière est réticente à épouser Grey, car sa perte de rang serait considérable et la fortune de Grey perdue de toute façon. Elle réussit à provoquer un avortement en buvant "une sorte de médicament noir d'encre". Cependant, elle continue la liaison avec Grey et tombe enceinte à plusieurs reprises, subissant deux autres avortements. Son récit sincère de ces avortements est l’une des rares descriptions disponibles à la première personne des avortements secrets de l’époque qui précède l’avortement légalisé. Lorsqu'elle se retrouve enceinte une quatrième fois de Grey, la comtesse douairière se résigne à l'épouser, se fiançant en 1777. 
Cependant, le même été de 1777, la comtesse douairière est séduite par un aventurier anglo-irlandais charmant et rusé, Andrew Robinson Stoney, qui se fraye un chemin vers son lit et sa maison. S'appelant lui-même « capitaine » Stoney (bien qu'il ne soit en réalité qu'un simple lieutenant dans l'armée britannique), il insiste pour se battre en duel pour l'honneur de la comtesse douairière avec l'éditeur du journal The Morning Post, un journal qui a publié des articles épouvantables sur sa vie privée. En fait, Stoney a lui-même écrit les articles critiquant et défendant la comtesse. Il a maintenant simulé un duel avec l'éditeur, le révérend Sir Henry Bate Dudley, pour faire appel à la nature romantique de Mary. Prétendant être mortellement blessé, Stoney supplie la comtesse douairière d'exaucer son dernier souhait: l'épouser. Prise par la ruse, elle accepte.

## Deuxième mariage

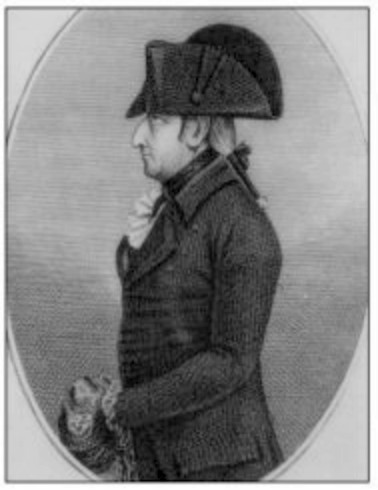
Andrew Robinson Stoney.

Stoney est transporté sur une civière dans l'allée de l'église St James, à Piccadilly, où il épouse Mary. Peu de temps après, il organise une reprise remarquable. En conformité avec le testament du père de Mary, Stoney change son nom pour Bowes. Elle a deux enfants pendant la durée de ce mariage: 
- Mary Bowes, qui est probablement la fille de George Grey, accouchée secrètement en août 1777, mais sa naissance est enregistré le 14 novembre 1777 ;
- William Johnstone Bowes est né le 8 mars 1782.

Après le mariage, Stoney Bowes tente de prendre le contrôle de la fortune de sa femme, comme c'est la coutume à cette époque. Lorsqu'il découvre que Mary a passé en secret un contrat de mariage préservant les profits de sa succession pour son propre usage, il la force à signer une révocation lui cédant le contrôle. Il l'aurait ensuite soumise à des violences physiques et mentales pendant huit ans, notamment en la confinant chez elle pendant un certain temps. Il a ensuite emmené Mary et sa fille Anna Maria (la fille du comte) à Paris, d'où ils ne sont revenus qu'après un ordre de la justice. Il aurait également violé les domestiques, invité des prostituées à la maison et engendré de nombreux enfants illégitimes. 
En 1785, avec l'aide de servantes loyales, Mary réussit à échapper à la garde de Stoney et à demander le divorce devant les tribunaux ecclésiastiques. Stoney Bowes aurait ensuite enlevé Mary avec l’aide de complices et l’aurait emmenée dans le Nord de l'Angleterre. Elle a par la suite allégué qu'il avait menacé de la violer et de la tuer, qu'il l'avait bâillonnée et battue et l'avait conduite à travers la campagne à cheval dans l'un des moments les plus froids d'un hiver exceptionnellement froid. Le pays a été alerté ; Stoney Bowes fut finalement arrêté et Mary libérée. 
L'affaire du divorce s'est poursuivie avec des batailles juridiques supplémentaires qui ont fait sensation et alimenté la conversation de Londres. Bien que Mary ait initialement gagné la sympathie du public avec ses récits et ses larmes, le vent s’est vite retourné contre elle à mesure que sa propre licence de caractère est devenue connue. Pendant l'affaire, Mary eut une liaison avec le frère de l'un de ses avocats, qui devint publique ; une relation avec son valet de pied, George Walker, aurait également été alléguée. Stoney a fait connaître d'autres détails salaces sur les excès passés de Mary et a assuré la publication des «aveux» qu'elle lui avait faits par écrit - il a même acheté des actions dans un journal pour publier ces mémoires. Il y avait aussi un sentiment général que Mary s'était mal comportée en essayant d'empêcher l'accès de son mari à sa fortune. 
Stoney Bowes et ses complices ont été reconnus coupables de complot en vue d'enlever Mary et il a été condamné à trois ans de prison. Dans l’intervalle, l’affaire du divorce a atteint le stade du procès devant la Haute Cour. Dans un jugement provisoire, Stoney a perdu la bataille pour conserver le contrôle de la fortune de Bowes pendant le traitement de l'affaire. L’affaire du divorce elle-même est restée en suspens jusqu’à la mort de Mary, en 1800. À ce moment, elle est devenue infructueuse. Stoney Bowes a été libéré de prison à la mort de Mary. Après avoir perdu cette affaire, ses propres avocats l'ont poursuivi pour leurs frais. Incapable de payer ces dettes, il fit de la prison (à cette époque, la faillite était punie de prison), bien qu'il vivait hors des murs de la prison avec sa maîtresse, Mary 'Polly' Sutton. Il est décédé le 16 juin 1810. 
En 1841, le romancier William Makepeace Thackeray a entendu l'histoire de la vie de Bowes par le petit-fils de la comtesse, John Bowes, et l'a utilisée dans son roman Mémoires de Barry Lyndon.

## La retraite et la mort
Après 1792, Mary a vécu tranquillement à Purbrook Park, dans le Hampshire. Elle a ensuite déménagé à Stourfield House, un manoir isolé situé à la périphérie du village de Pokesdown, près de Christchurch, dans le Hampshire, où elle pouvait vivre en sentant qu'elle était "... hors du monde ...". Elle s'est installée à Stourfield avec tous ses serviteurs, y compris Mary Morgan, la femme de ménage qui l'avait aidée à s'échapper de son domicile conjugal. Morgan est décédée en 1796 et a été enterrée sous une plaque de laiton composée par Mary. À la suite de cette mort, Mary a perdu tout lien social, et a passé le plus clair de son temps à s'occuper d'animaux de compagnie, dont un grand nombre de chiens, pour lesquels des dîners chauds étaient préparés chaque jour. La population locale la trouvait très étrange, sinon réellement folle. Cependant, elle a parfois essayé de les contacter, en commandant des dîners préparés pour les hommes travaillant dans les champs et en envoyant de la bière pour les rafraîchir. Les détails de la vie de Mary à Stourfield House ont été conservés dans les mémoires transcrites d'un résident âgé de Pokesdown. 
Les trois fils de Mary ont rarement rendu visite à leur mère et ne sont jamais restés longtemps. Cependant, deux des filles de Mary vivaient avec elle - Lady Jessop, la fille du comte ; et Mary Bowes, née pendant le second mariage de Mary. 
Vers la fin du siècle, Mary a appelé des amis de confiance du village de Pokesdown pour assister à son testament final et a commencé à faire des cadeaux de robes et autres objets à la communauté. Elle a également laissé une rente à la veuve Lockyer de Pokesdown Farm. 
Mary mourut le 28 avril 1800. Les pompes funèbres arrivèrent de Londres avec un corbillard et trois voitures de deuil et transportèrent son corps à Londres. Mary a été enterrée à l'abbaye de Westminster, où se trouve sa pierre tombale dans le coin des poètes. Selon la population locale, elle aurait été enterrée, à sa demande, dans une tenue de ville avec tous les accessoires nécessaires pour un public royal, ainsi qu'une petite trompette en argent. Selon d'autres informations, elle aurait été enterrée dans une robe de mariée. Peu après sa mort, le contenu de Stourfield House a été vendu. 
Mary Eleanor Bowes était l'arrière-arrière-arrière grand-mère d'Elizabeth Bowes-Lyon. 
L'université de Dundee détient une collection de documents « concernant la vie et les aventures de Mary Eleanor Bowes. » Ils incluent une lettre de son premier mari « énumérant ses fautes », qui lui a été écrite sur son lit de mort. 